# Albizia isenbergiana
Albizia isenbergiana là một loài thực vật có hoa trong họ Đậu. Loài này được (A.Rich.) E.Fourn. miêu tả khoa học đầu tiên.